# کارت هوشمند ملی
کارت هوشمند ملی یا کارت ملی در ایران یک کارت هویتی است که به همه ایرانیان بالای 15 سال اختصاص داده می‌شود. ادارات ثبت احوال در داخل ایران و سفارت‌های ایران در خارج از کشور برای تبعه‌های ایران کارت ملی صادر می‌کنند.

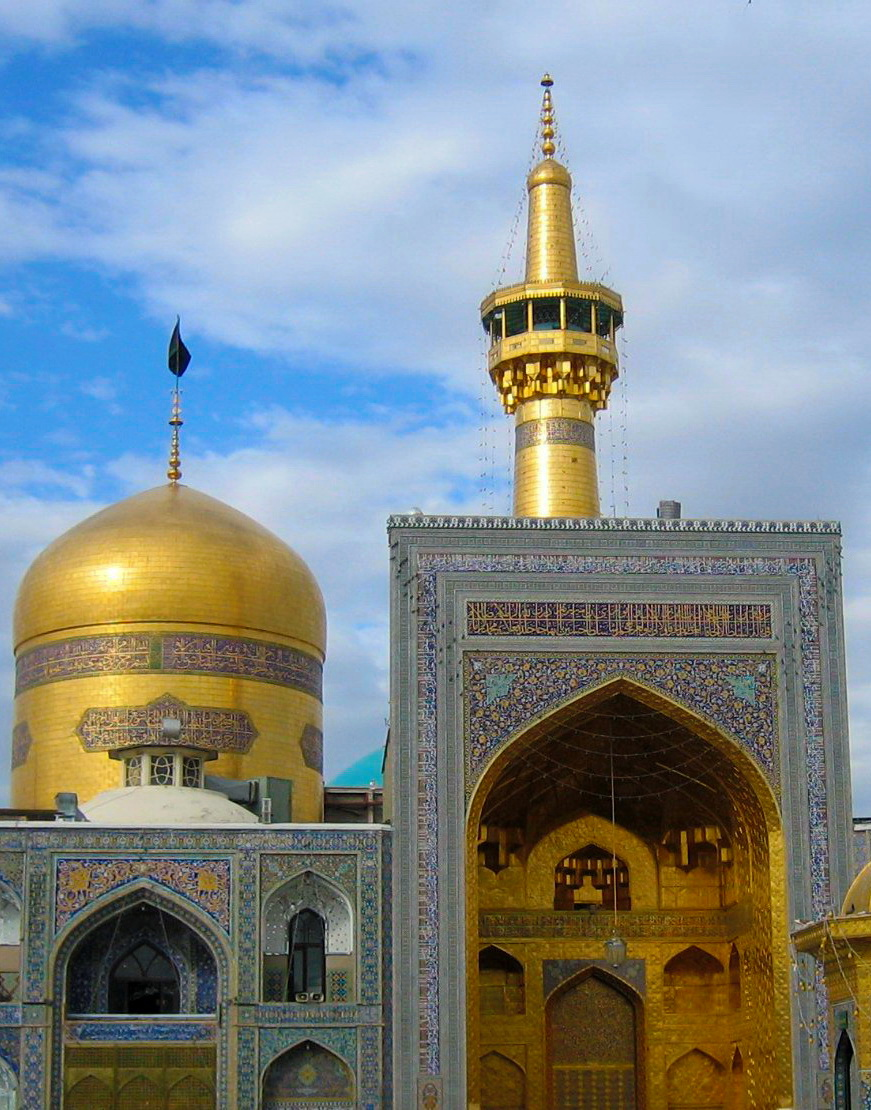
عکس گنبد حرم علی بن موسی الرضا که روی کارت تازه ملی است

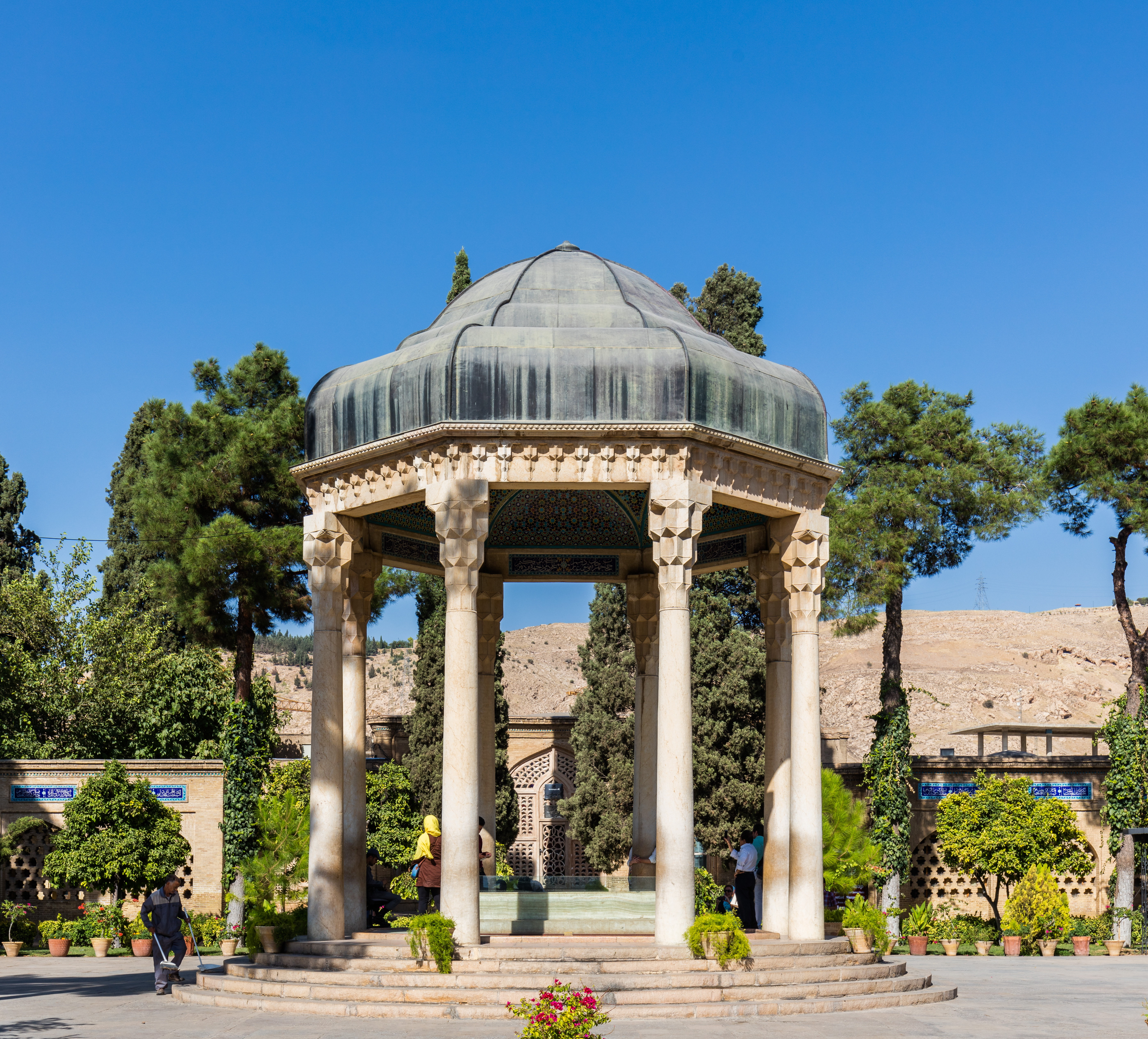
عکس مقبره حافظ اثرمعمار فرانسوی آندره گدار پشت کارت است

هر شهروند دائمی ساکن در ایران یا ساکن در خارج از ایران که دارای تابعیت ایرانی باشد و بالای 15 سال سن دارد باید کارت ملی در اختیار داشته باشد یا شماره ملی مخصوص خود را از سازمان‌ها و نهادها مرتبط با وزارت کشور بگیرد.
برای درخواست صدور کارت ملی، متقاضی باید 15 سال سن و شناسنامهٔ عکس‌دار داشته باشد.

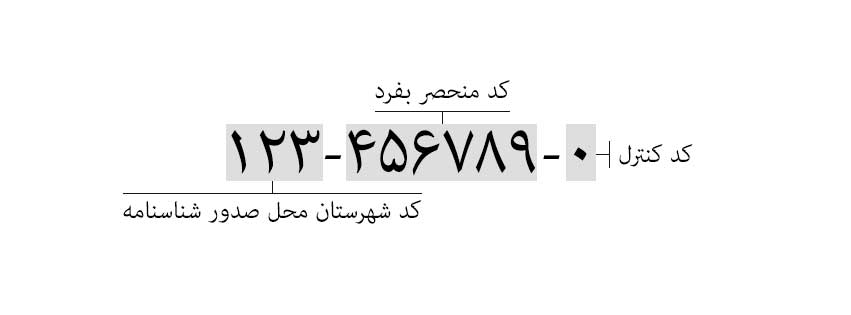
بخش اول (سه رقم) از سمت چپ کد شهرستان محل صدور شناسنامه بخش دوم (شش رقم) کد منحصربه‌فردبخش سوم (یک رقم): رقم کنترل

## طراحی و نقوش روی کارت‌های ملی سنتی
مسعود سپهر، مرتضی ممیز و مصطفی اسداللهی از طراحان اصلی کارت شناسایی ملی هستند. طراحی این کارت حدود ۲ ماه زمان برده‌است. در طراحی کارت تلاش شده‌است از نمادهای ایرانی استفاده شود. روی پلاستیک و در قسمت پایین کارت طرحی شبیه به طرح‌های قالی‌های دوران شاه عباس وجود دارد. این طرح با تغییر جهت نور، رنگ‌های مختلفی به خود می‌گیرد.
در زیر عبارت «کارت شناسایی ملی» به صورت بسیار ریز دوازده بار عبارت «جمهوری اسلامی ایران» با رنگ سبز چاپ شده‌است. همین طرح، اما با رنگ قرمز، در پشت کارت نیز وجود دارد.
پلاستیکی که برای تولید جلد کارت استفاده شده در کشورهایی مانند آلمان و استرالیا تولید می‌شود اما در ایران استفاده‌ای ندارد. روی این پلاستیک طرح لوزی و مربعی وجود دارد و در وسط، آرم پرچم جمهوری اسلامی ایران ثبت شده‌است.
طرح ترنجِ آبی‌رنگ که پشت و روی کارت وجود دارد از روی یک ظرف فلزی برجای مانده از قرن ششم هجری که هم‌اکنون در موزهٔ برلین نگهداری می‌شود برداشته شده‌است. در پس‌زمینهٔ طرح ترنج، رنگ عنابی کم رنگی دیده می‌شود که خود حاوی نقوش بسیار ریز اسلیمی لوزی و مربعی است. این نقوش لوزی و مربعی از گره‌سازی چوب و همچنین هنر منبت‌کاری ایرانیان الهام گرفته شده‌اند که پیشینهٔ آن به دوره سلجوقی برمی‌گردد. ترنج‌های پشت و روی کارت کاملاً برهم منطبق هستند که جعل کارت را مشکل می‌کند.
رنگ سفید وسط کارت نیز حاوی طرح‌های اسلیمی لوزی و مربعی است.
برای چاپ اسم و فامیل افراد از قلم رؤیا و در جاهای دیگر از قلم یکان — که طراح آن مسعود سپهر است — استفاده شده‌است. برای جلوگیری از جعل تغییرات جزئی در قلم‌ها داده شده‌است.
با گرفتن کارت رو به روی نورِ مستقیم می‌توان عبارت «ثبت احوال کشور» را مشاهده کرد که برای جلوگیری از جعل کارت تعبیه شده‌است.

## کارت ملی هوشمند
کارت هوشمند ملی یا کارت ملی هوشمند نوعی کارت دیجیتالی است که توسط سازمان ثبت احوال کشور به عنوان مرجع امور هویتی کشور، تولید شده‌است. این کارت‌ها جایگزین کارت‌های ملی شده‌اند. دسترسی به اطلاعات درون کارت هوشمند ملی به یک کارت‌خوان نیاز دارد.
با پیاده‌سازی طرح کارت هوشمند ملی، این امکان فراهم می‌شود که خدمات به روشی ساده، سریع و با کیفیت بالاتر به مردم ارائه شوند. این موضوع می‌تواند موجب بهبود سطح کیفی زندگی مردم و بالا بردن سطح رضایت مردم از دولت شود. اطلاعات درون کارت هوشمند ملی به‌صورت رمزنگاری شده نگهداری می‌شوند که خود کارت از دسترسی‌های غیرمجاز به آن جلوگیری می‌کند.
کارت‌های ملی غیر هوشمند تا پایان سال ۹۶ اعتبار داشتند به جز افراد مقیم خارج از کشور که اعتبار کارت ملی آن‌ها تا پایان سال ۹۷ تمدید شد.

## مراحل ثبت درخواست
برای تهیهٔ کارت هوشمند ملی، برای اولین بار می‌بایست شناسنامه شخص عکسدار باشد ابتدا به سایت ncr.ir مراجعه و فرم نوبت گیری انتخاب دفتر پیشخوان را آنلاین پر کرده و ۲,۲۰۰,۰۰۰ هزار تومان از طریق کارت بانکی به صورت اینترنتی بپردازد. در تکمیل ثبت نام بعد از اخذ کارمزد خدمات، تمامی آثار انگشت در سیستم ثبت می‌شود، همچنین از متقاضی عکس سیاه سفید گرفته می‌شود ثبت نام تکمیل می‌گردد و رسید به شخص تحویل داده می‌شود.
چنانچه افراد فاقد اثر انگشت باشند، مراکزی تعبیه شده که به روش ساده‌تری عملیات ثبت انجام شود.
همچنین برای پیگیری وضعیت ثبت نام کارت هوشمند ملی با مراجعه به سایت پیگیری ثبت نام کارت هوشمند ملی هر شخص با کد رهگیری رسید ثبت نام، یا کد ملی، تاریخ تولد، سریال شناسنامه می‌توانند از وضعیت ثبت خود مطلع شود.

## کاربردها
- شناسایی شخص و تصدیق هویت
- وجود عکس و اثر انگشت صاحب کارت
- امضای دیجیتال
- ثبت اطلاعات محرمانه با ضریب اطمینان بالاتر

## مشکلات اجرای طرح
- اجرای طرح پیش از ایجاد بسترهای لازم در همه مناطق کشور.
- مشکل در ثبت نام اینترنتی کارت ملی هوشمند.

### عدم تهیه بدنه کارت
در پی خروج یکجانبه آمریکا از توافقنامه برجام و اعمال مجدد تحریم‌های آن کشور علیه ایران، عدم امکان تهیه تراشه و بدنه فیزیکی خام کارت‌های ملی هوشمند نیز یکی از تبعات بازگشت مجدد این تحریم‌ها بود که به دلیل عدم امکان پلی‌کربنات از ۴ کشور عمده تولیدکننده این محصول در دنیا، تأثیر خود را از اسفند ۱۳۹۶ نشان داد و سازمان ثبت احوال را در صدور کارت‌های متقاضیان با مشکل جدی رو برو کرد.
از اینرو از ابتدای سال ۱۳۹۷ با شرکت‌های ایرانی در خصوص طراحی بدنه کارت‌ها همکاری شد و در نهایت نمونه‌ای که توانست استانداردهای فنی لازم را کسب کند، جهت تولید به چاپخانه دولتی معرفی گردید و روند صدور کارت‌ها از ابتدای سال ۱۳۹۸ از سر گرفته شد.